# 몬수

몬수

몬수(Monthu, Menthu, Montju, Ment, Month, Montu, Monto, Mentu, Mont, Minu'thi.)는 고대 이집트 테베의 수호신이자 영웅과 전쟁의 신이다. 하지만 이집트 신왕국 시대에 들어서서 아몬신에게 테베의 수호신이라는 종교적 지위를 빼앗겼다.

## 같이 보기
- 이집트 신화